# Euplectrus pachyscapha
Euplectrus pachyscapha är en stekelart som beskrevs av Girault 1917. Euplectrus pachyscapha ingår i släktet Euplectrus och familjen finglanssteklar. Inga underarter finns listade i Catalogue of Life.